# Hexaedrita

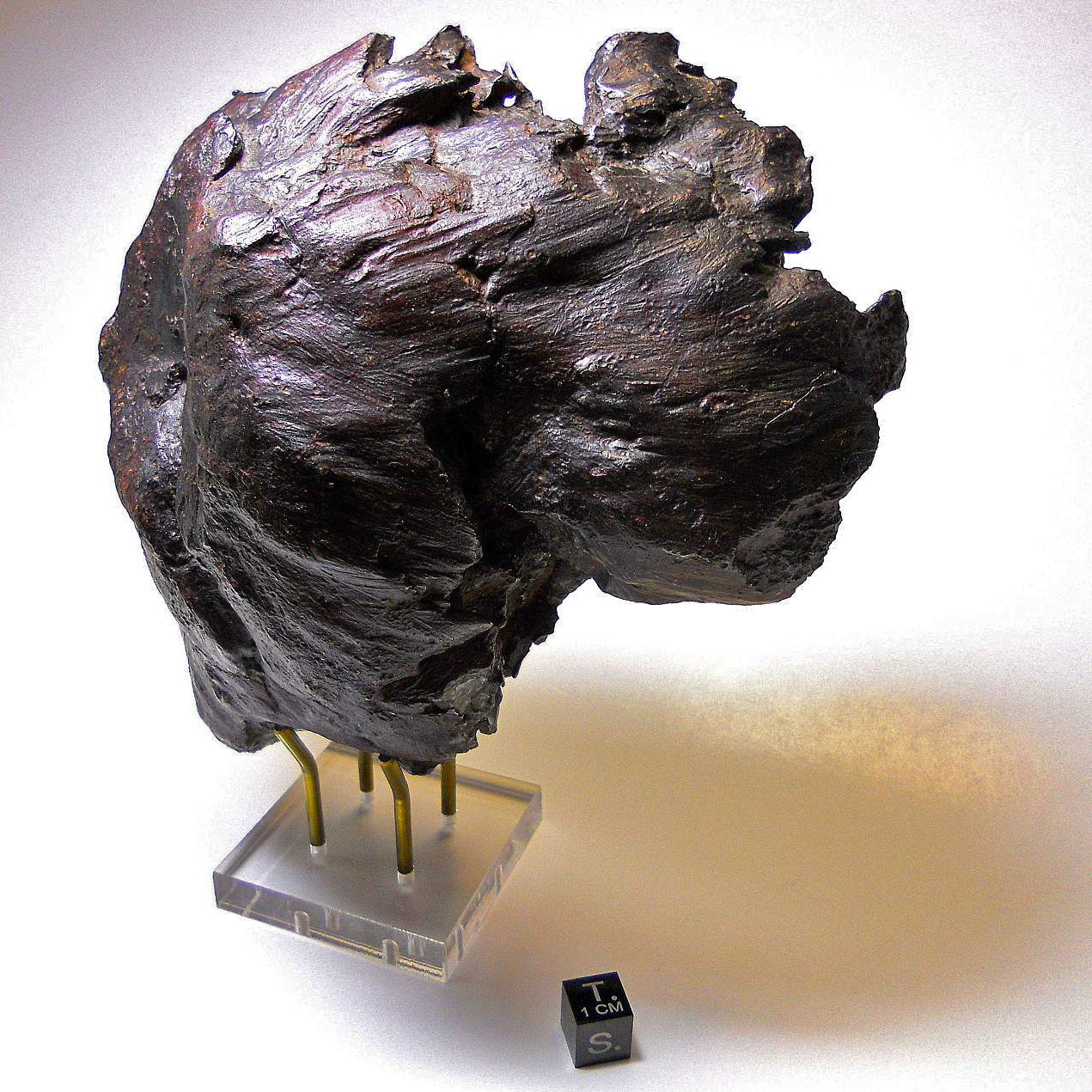
Fragmento del meteorito Sikhote-Aline, una hexaedrita que cayó en Rusia en 1947.

Las hexaedritas son una clase estructural de meteoritos de hierro. Están compuestas casi exclusivamente por la aleación níquel-hierro-kamacita y su contenido en níquel es menor que el de las octaedritas. La concentración de níquel en las hexaedritas es siempre inferior al 5,8% y sólo raramente inferior al 5,3%.
El nombre proviene de la estructura cúbica (es decir, hexaedro) del cristal de camacita. Tras el grabado, las hexaedritas no muestran un patrón de Widmanstätten, pero a menudo muestran líneas de Neumann: líneas paralelas que se cruzan en varios ángulos, y que son indicativas de un impacto en el cuerpo madre. Estas líneas llevan el nombre de Johann Georg Neumann, que las descubrió en 1848.

## Clasificación química
Las concentraciones de oligoelementos (germanio, galio e iridio) se utilizan para separar los meteoritos de hierro en clases químicas, que corresponden a cuerpos parentales de asteroides distintos. Las clases químicas que incluyen a las hexaedritas son:
- IIAB meteoritos (incluye también algunas octaedritas)
- Meteoritos IIG